# Wehali
Wehali is een bestuurslaag in het regentschap Belu van de provincie Oost-Nusa Tenggara, Indonesië. Wehali telt 6162 inwoners (volkstelling 2010).